# Synarchie
Synarchie (griechisch συναρχία synarchía) ist im allgemeinen Wortsinn eine Herrschaftsform, bei der viele Personen gemeinsam die Herrschaft ausüben. Insbesondere bezeichnet der Begriff eine mit dem Katholizismus politische Strömung der 1930er Jahre in Frankreich und Lateinamerika. Von der Synarchie zu unterscheiden ist die Synkratie.

## Geschichte
Der Begriff synarchy („gemeinsame Herrschaft“) wurde erstmals 1737 von dem englischen Theologen Thomas Stackhouse (1677–1752) verwendet. Der Okkultist Alexandre Saint-Yves d’Alveydre (1842–1909) griff ihn in der Auseinandersetzung mit Anarchisten und Sozialisten auf. Er verband die Idee eines nach Klassen differenzierten korporatistischen Staates mit Vorstellungen der Mystik, des Templerordens und der Rosenkreuzer. In den 1920er Jahren fand die Idee der Synarchie in den Hochschulen Frankreichs durch die Esoterik des Theosophen Louis Claude de Saint-Martin (1743–1803) große Resonanz. Dessen Schüler, die sogenannten Martinisten, und die Anhänger der okkulten Saint-Yves-Schule, hingen den Traditionen und Weltreichsträumen Kaiser Napoleon Bonapartes an und wurden als Synarchisten bezeichnet. Ihr Ziel war es, die soziale und politische Unruhe in Frankreich und weltweit durch eine gerechte Politik für alle Klassen „weder rechts noch links“ zu befrieden. 
Einige soziale Bewegungen stützten sich in der Folge auf dieses Gedankengut. Solche
korporatistischen bis klerikalfaschistischen, die sich auf die katholische Soziallehre und vor allem auf die sozialismuskritische Enzyklika Rerum novarum des Papstes Leo XIII. stützten, erstarkten in den 1920er und 1930er Jahren vor allem in Frankreich und Spanien. Man verdächtigte sie insbesondere in Spanien und Frankreich, ein geheimes Herrschaftssystem einer Elite herbeizuführen oder eine Schattenregierung etablieren zu wollen und gab ihnen unsinnigerweise auch die Schuld an der Niederlage Frankreichs im Zweiten Weltkrieg. Sie wurden des Synarchismus oder einer synarchistischen Verschwörung bezichtigt. Daher grenzten sich die faschistischen Kollaborateure des Vichy-Regimes vom Verdacht des Synarchismus ab.
In Argentinien und Mexiko bezeichneten sich die Anhänger antisäkularer und faschistischer Strömungen selbst als Synarchisten. Für sie hatte die Bezeichnung keine negative Konnotation.

## Sinarquismoin Mexiko
In Mexiko wurde die Bewegung von ultrakonservativen Katholiken wie der 1922 gegründeten katholischen Jugendbewegung unter René Capistrán Garza sowie von faschistischen und falangistischen Gruppen initiiert, die sich gegen den militant antiklerikalen Kurs der Regierung, den zunehmenden Einfluss des „Yankee-Imperialismus“ der USA, die liberale Demokratie und später auf die Seite der Achsenmächte stellten. Die Flügel der Synarchisten sympathisierten dabei entweder mit Francisco Franco oder José Antonio Primo de Rivera. 1937 gründete sich in Mexiko die Unión Nacional Sinarquista (UNS) mit mehreren Hunderttausend Mitgliedern unter José Antonio Urquiza. Ab 1939 verbreitete sich der sinarquismo so rasch, dass die Regierung unter Präsident Ávila Camacho des PRM die ultrakatholische, extrem konservative und nationalistische Bewegung nicht mehr ignorieren konnte, vor allem nicht im explosiven Kontext des Zweiten Weltkriegs. Die USA übten starken Druck auf Mexiko, Brasilien und Argentinien als den drei größten Ländern Lateinamerikas aus, ihre Beziehungen zu den Achsenmächten abzubrechen - eine Forderung, die sowohl den Vorstellungen der sinarquistas als auch denen der PRM zuwiderlief. In dieser Situation sah sich Ávila Camacho gezwungen, die sinarquistas in ein Programm der nationalen Einheit einzubinden.
Als Folge des Kriegseintritts Mexikos 1942 spaltete sich die UNS in den 1940er Jahren und löste sich 1951 auf. Sie agitierte auch gegen die Zuwanderung exilierter Juden. Die USA sahen in dieser Bewegung eine ernsthafte Gefahr und vermuteten, dass sie auch von Deutschen in Lateinamerika unterwandert wurde.
Die Nachfolgeorganisationen der UNS, darunter der Partido Demócrata Mexicano, spielten noch bis in die 1990er Jahre eine gewisse Rolle.

## Verschwörungserzählungen
In einem verschwörungstheoretischen Geschichtsbild versteht man unter Synarchie eine geheime Weltregierung, die je nachdem mit der Bilderberg-Konferenz, der Freimaurerei, dem Illuminatenorden, der Paneuropa-Union, der Trilateralen Kommission, der Studentenverbindung Skull & Bones der Yale University oder dem neokonservativen Project for the New American Century in Verbindung gesetzt wird. Viele dieser Theorien beziehen sich auf die Zeit der Weltwirtschaftskrise der 1930er Jahre und die damaligen Erfolge faschistischer Regierungen in Europa oder auf die interventionistische US-Außenpolitik unter George W. Bush. In Frankreich wird eine angebliche synarchische nazifreundliche Verschwörung mit der Banque Worms in Verbindung gebracht, die zur Zeit der Vichy-Regierung erheblich profitierte. Solche Erzählungen, wonach z. B. die US-Regierung von einer synarchistischen Weltverschwörung gesteuert werde, werden u. a. in der von Lyndon LaRouche gegründeten Zeitschrift Executive Intelligence Review noch Anfang der 21. Jahrhunderts vertreten.